# Església de Sant Joan de Salelles
L'església de Sant Joan de Salelles es troba en el municipi de Cruïlles, Monells i Sant Sadurní de l'Heura a la comarca del Baix Empordà. És un monument protegit i inventariat dins el Patrimoni Arquitectònic Català. Està situat al veïnat del mateix nom. És un petit temple bastit vers els segles X-XI en estil romànic. La façana va ser refeta a finals del segle xvi. Recentment el conjunt ha estat restaurat, i reconstruïts la porta del costat de migdia del temple i el campanar. Fou novament restaurada entre els anys 1985-1987 per la Diputació de Girona i la Generalitat de Catalunya, després d'un llarg temps d'abandó.

## Descripció

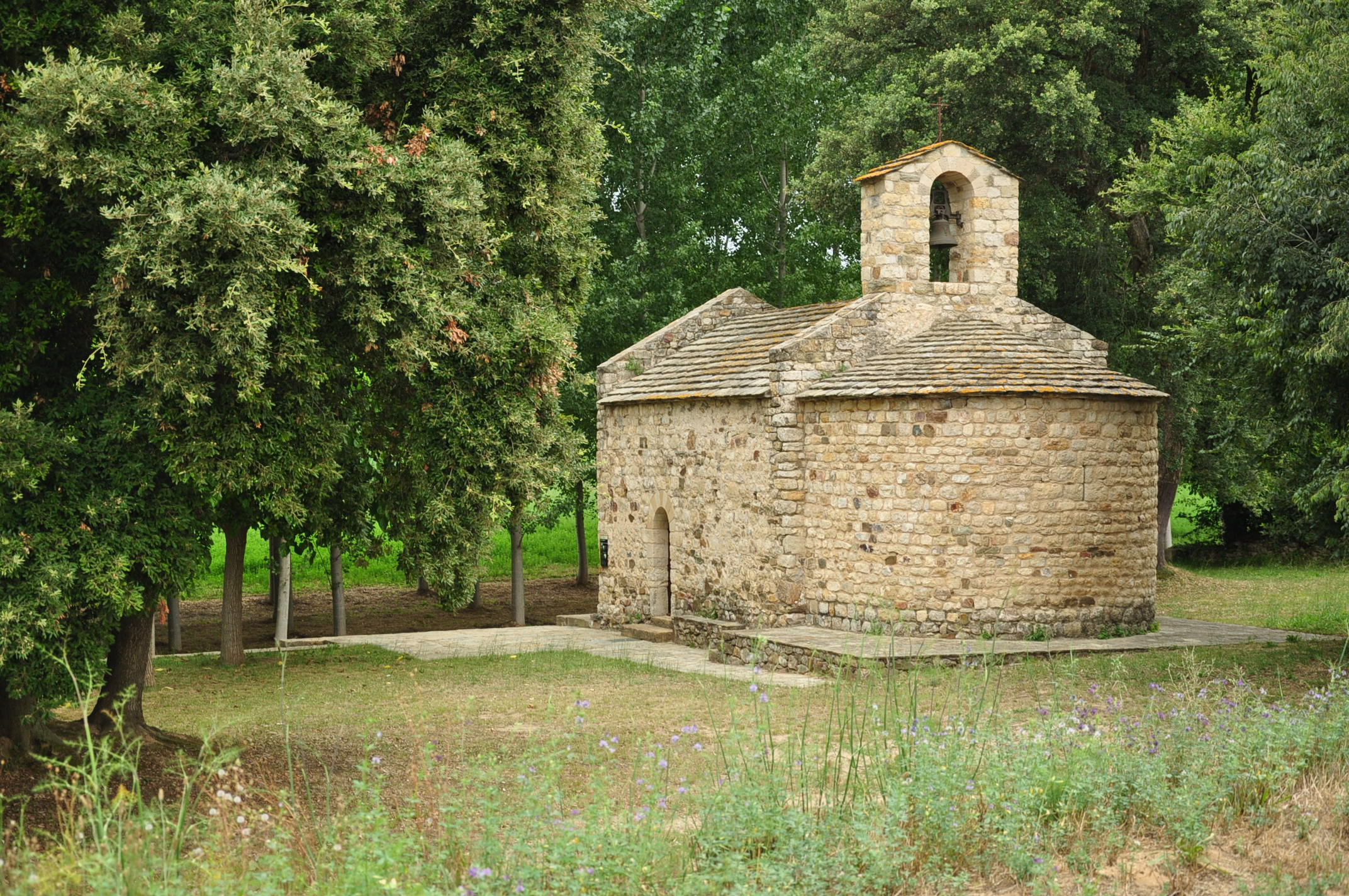
Ermita Sant Joan de Salelles

És un edifici aïllat, que consta d'una nau amb absis semicircular molt allargat. La nau es cobreix amb volta apuntada i seguida, i l'absis amb volta de quart d'esfera. A la façana de migdia hi ha una porta d'accés d'arc de mig punt, i a l'absis una petita obertura d'una esqueixada, molt estreta, de tipus d'espitllera. La façana, a ponent, presenta una porta allindanada i una petita finestra també allindanada a la banda esquerra, amb la data del 1596. El conjunt es completa amb un campanar d'espadanya situat sobre l'arc triomfal.
En una part del mur de la nau pot veure's l'alineació en opus spicatum (d'espina de peix), que ha fet datar l'edifici entre els segles X i XI. Disposa de dues portes, en el sud la principal d'un sol arc i la del nord molt petita. En el segle xvi es va refer el frontal de l'església amb una porta i finestra, en el llindar de la qual es pot veure la data de 1596. Es conserven un reliquiari i una lipsanoteca de fusta del segle xii, procedents de l'església, en el Museu d'Art de Girona.